# Unicorn Store
Unicorn Store ist das Regiedebüt von Brie Larson, die auch die Hauptrolle spielte. Der Film wurde auf dem Toronto International Film Festival 2017 uraufgeführt und ist seit dem 5. April 2019 in mehreren Ländern bei Netflix verfügbar.

## Handlung
Kit wollte Malerin werden. Doch sie fliegt von der Uni und fängt bei einer Zeitarbeitsfirma an. Sie bekommt mehrere Karten von The Store. Dort trifft sie auf den Verkäufer, der ihr ein Einhorn verkaufen will. Kit hat Interesse. Um ein Einhorn zu bekommen, muss Kit einen Stall bauen. Außerdem kauft sie Heu und färbt es ein. Da das Einhorn eine liebevolle Umgebung braucht, versucht Kit, sich mit ihren Eltern zu versöhnen. Doch als die Eltern erfahren, dass Kit ein Einhorn haben will, kommt es zum offenen Streit.
Sie will als Aushilfe imponieren und wird aufgrund ihrer Präsentation gefeuert.
Als Kit mit Virgil zu The Store gehen will, ist der Laden verschwunden. So kommt es auch bei den beiden zum Streit. Als Virgil alleine zurückbleibt, findet er ein paar Heuhalme auf dem Boden.
Kit versöhnt sich mit ihrer Mutter und versucht, auch Virgil wieder zu erreichen. Eines Morgens findet sie ihn, wie er den Stall vollendet.
Der Verkäufer ruft Kit an und sie soll ihr Einhorn abholen. Kit ist nach dem Treffen mit dem Einhorn bereit, das Einhorn einer Frau zu überlassen, die es dringender braucht. Hand in Hand mit Virgil verlässt sie den Laden.

## Produktion
Larson bewarb sich ursprünglich erfolglos als Schauspielerin für den Film. Fünf Jahre später wurde sie als Regisseurin für den Film angefragt. Es war ihr erster langer Spielfilm als Regisseurin.
Die Aufnahmearbeiten begannen im November 2016, in Los Angeles und wurden am 9. Dezember 2016 beendet.

## Kritiken
Outnow bezeichnet den Film als "süsses Märchen für Kind gebliebene Erwachsene". Kinozeit nennt Unicorn Store ein "sympathisches, unterhaltsames und gefühlvolles Werk".